# ジョン・ウィリアム・ハート

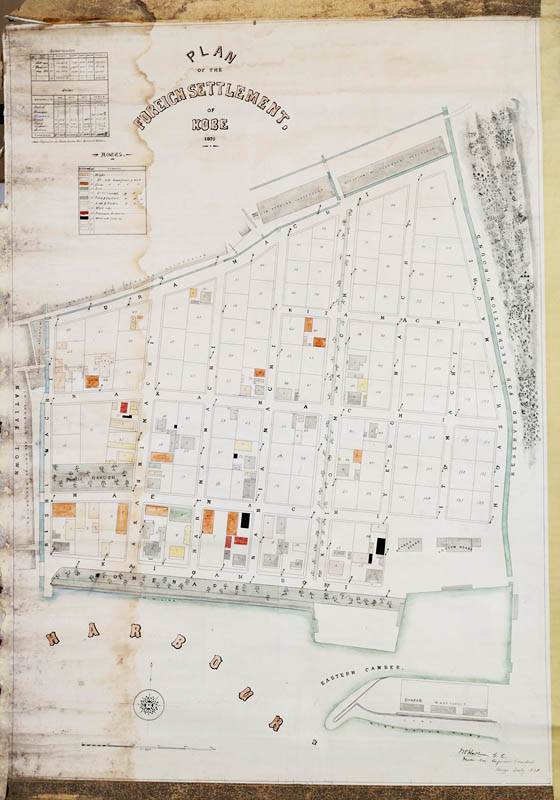
ハートによる神戸外国人居留地の地図（計画図）。1870年（明治2年/3年）作成

ジョン・ウィリアム・ハート（John William Hart、1836年 - 1900年12月4日）は、イギリス・リヴァプール出身の土木技師。神戸外国人居留地の設計者として知られる。

## 生涯
1836年、イギリスのリヴァプールに生まれる。同地で土木技師として経験を積んだ後、ペルーで鉄道の建設、上海でドックの建設に携わった後、1868年（慶応3年/慶応4年/明治元年）に日本の神戸へ渡り、神戸外国人居留地の設計を担当した。
また、1869年（明治2年）9月から1871年（明治4年）8月までオーストラリアの建築家ジョン・スメドレーと共同で土木・建築事務所を経営し、この時期に（旧）生田川の付け替え工事に従事した。居留地の自治組織（居留地会議）の書記を務め、台風による被害を防止するため居留地海岸の護岸工事を行うよう居留地会議に意見書を提出したこともあるが採用されなかった。
1873年（明治6年）、または1875年（明治8年）頃に神戸を離れて再び上海へ渡り、上水道の建設工事で主任技師を務めた後、イギリスへ帰国。1900年にロンドンで死去した。